# Фрідріх II (герцог Швабії)
Фрідріх II Одноокий (*Friedrich II der Einaugige, 1090 — 6 квітня 1147) — герцог Швабський у 1105—1147 роках.

## Життєпис
Походив з династії Гогенштауфенів. Син Фрідріха I, герцога Швабії, та Агнеси, доньки імператора Генріха IV. Народився у 1090 році.
У 1105 році після смерті батька успадкував Швабію. Фрідріх II був вірним союзником свого вуйка, імператора Генріха V. 1108 році брав участь у поході проти Угорщині. У 1110—1111 роках брав участь в поході до Італії, де короновано на імператора Генріха V.
Коли імператор вирушив 1116 року до Італії, Фрідріх разом зі братом Конрадом, герцогом Франконії, стали намісниками Німеччини (до 1118 року) і очолили боротьбу з повсталими князями. За це Фрідріха Швабського на синоді в Кельні 1118 року було відлучено від церкви. 1120 році одружився з представницею баварських Вельфів.
Після смерті Генріха V у 1125 році Фрідріх був головним претендентом на імператорську корону, але завдяки зусиллям Адальберта, архієпископа Майнцского, королем 30 серпня 1125 року було обрано суперника Фрідріха — Лотаря, герцога Саксонії. Фрідріх спочатку визнав новообраного короля. Однак коли останній зажадав відокремити родові володіння Генріха V, спадкоємцями яких був Штауфен, від імперських, і повернути останні короні, Фрідріх відмовив.
На Страсбурзькому сеймі у грудні 1125 року Фрідріха Швабського було бунтівником. У відповідь Фрідріх зміцнив свої міста і фортеці на Рейні, в Ельзасі і в Швабії і вступив з імператором Лотарем II в боротьбу. Він звільнив в 1127 році Нюрнберг, обложений королем, а в 1128 році зайняв Шпаєр (на Рейні).
У 1129 році шурин і колишній союзник Фрідріха, Генріх Гордий, герцог Баварії, спробував підступом захопити його в полон і видати імператору, але цей план не вдався. Під час воєн в Німеччині Фрідріх втратив одне око, що, за німецькими звичаями, позбавляло його права бути обраним королем. Тому головним претендентом на корону від Штауфенов став його молодший брат Конрад, якого 18 грудня 1127 року швабські і франконські князі обрали королем Німеччини.
Зрештою Фрідріх Одноокий зазнав поразки. Протягом 1129—1131 років імператорські війська захопили міста Шпейєр, Нюрнбергі весь Ельзас (1131 рік). Спроби Конрада закріпитися в Італії у 1128—1130 роки роках були марними. Після смерті у 1131 році дружини, вже 1132 року одружився з донькою графа Саарбрюкена.
У 1134 році Лотар II і Генріх Гордий одночасно почали новий наступ, в ході якого був узятий Ульм. У жовтні 1134 року Фрідріх змушений був поступитися і на Бамбергськом рейхстазі 1135 року поклявся у вірності імператору, після чого йому були підтверджені всі володіння і титули. У тому ж році підкорився Лотарю і Конрад.
Після смерті Лотаря у 1137 році новим королем Німеччини було обрано брата Конрада. Фрідріх підтримував брата в боротьбі з Вельфами, що тривала майже все правління Конрада.
Фрідріх помер в Альцеї в 1147 році. Його старший син Фрідріх успадкував герцогство Швабію.

## Родина
1. Дружина — Юдіт, донька Генріха IX Вельфа, герцога Баварського
Діти:
- Фрідріх (1122—1190) — імператор Священної Римської імперії у 1152—1190 роках
- Берта (1123—1195) — дружина Маттеуса I, герцога Лотарингії

2. Дружина — Агнеса, донька Фрідріха I, графа Саарбрюкена
Діти:
- Конрад (1134—1195) — пфальцграф Рейнський
- Юдит (1135—1191) — дружина Людвіга II, ландграфа Тюринзький